# Mycosphaerella tabifica
Mycosphaerella tabifica är en svampart som först beskrevs av Prill. & Delacr., och fick sitt nu gällande namn av Lind 1913. Mycosphaerella tabifica ingår i släktet Mycosphaerella och familjen Mycosphaerellaceae.   Inga underarter finns listade i Catalogue of Life.